# Walter Lienhard
Walter Lienhard (ur. 15 maja 1890 w Olten, zm. 2 czerwca 1973) – szwajcarski strzelec, olimpijczyk, multimedalista mistrzostw świata. 

## Życiorys
Urodził się w Olten. Część dzieciństwa spędził w Yverdon-les-Bains, po czym przeniósł się z rodzicami do miejscowości Kriens, gdzie w 1912 roku założył zakład produkujący broń. Podjął również praktykę handlową i pracował w ubezpieczeniach. Był instruktorem strzelectwa w Finlandii.
Lienhard trzykrotnie wystąpił na igrzyskach olimpijskich (IO 1920, IO 1924, IO 1948). Najwyższą pozycję osiągnął na swoich pierwszych igrzyskach, kiedy to wraz z drużyną zajął czwarte miejsce w karabinie wojskowym leżąc z 300 m (skład zespołu: Fritz Kuchen, Walter Lienhard, Arnold Rösli, Albert Tröndle, Caspar Widmer). W pozostałych drużynowych konkurencjach w Antwerpii plasował się na 6. (karabin wojskowy leżąc z 600 m) i 8. miejscu (karabin wojskowy stojąc z 300 m). Cztery lata później zajął 10. miejsce w karabinie małokalibrowym leżąc z 50 m. Już jako 58-letni zawodnik pojawił się na igrzyskach w 1948 roku, jednak w pistolecie szybkostrzelnym z 25 m osiągnął najgorszy wynik w całej stawce (59. miejsce).
Na przestrzeni lat 1922–1939 Walter Lienhard zdobył 26 medali na mistrzostwach świata, w tym 12 złotych, 11 srebrnych i 3 brązowe. Najwięcej zwycięstw odniósł w drużynowym strzelaniu z karabinu dowolnego w trzech postawach z 300 m (4), zaś największą liczbę medalowych pozycji osiągnął na turnieju w 1925 roku (7), gdzie był najlepszym zawodnikiem w tym zestawieniu. Indywidualnie wywalczył 17 medali, w tym 5 złotych, 9 srebrnych i 3 brązowe.
Lienhard był też tzw. „Schützenkönig”, czyli zwycięzcą zawodów krajowych w Aarau w 1924 roku i w Bellinzonie w 1929 roku.
Jeszcze za życia Lienharda istniało muzeum, w którym zgromadzono przeszło 2000 trofeów (w tym Lienharda). Trafiły one później do zbiorów stołecznego Muzeum Strzelectwa w Bernie.

## Wyniki

### Igrzyska olimpijskie
| Igrzyska | Konkurencja                               | Wynik              | Miejsce | Źródło |
| -------- | ----------------------------------------- | ------------------ | ------- | ------ |
| IO 1920  | Karabin wojskowy leżąc, 300 m, drużynowo  | 281 pkt. (druż.)   | 4       | [ 6 ]  |
| IO 1920  | Karabin wojskowy leżąc, 600 m, drużynowo  | 279 pkt. (druż.)   | 6       | [ 7 ]  |
| IO 1920  | Karabin wojskowy stojąc, 300 m, drużynowo | 234 pkt. (druż.)   | 8       | [ 8 ]  |
| IO 1924  | Karabin małokalibrowy leżąc, 50 m         | 390 pkt.           | 10      | [ 9 ]  |
| IO 1948  | Pistolet szybkostrzelny, 25 m             | 416 pkt. (213–203) | 59      | [ 10 ] |

### Medale mistrzostw świata
Opracowano na podstawie materiałów źródłowych:
| Mistrzostwa                    | Konkurencja                                                      | Wynik                                          | Miejsce |
| ------------------------------ | ---------------------------------------------------------------- | ---------------------------------------------- | ------- |
| Mediolan 1922                  | Karabin dowolny, trzy postawy, 300 m                             | 1065 pkt. (375–353–337)                        |         |
| Mediolan 1922                  | Karabin dowolny, trzy postawy, 300 m, drużynowo                  | 5120 pkt. (druż.) 1065 pkt. ind. (375–353–337) |         |
| Mediolan 1922                  | Karabin dowolny leżąc, 300 m                                     | 375 pkt.                                       |         |
| Mediolan 1922                  | Karabin dowolny klęcząc, 300 m                                   | 353 pkt.                                       |         |
| Reims 1924                     | Karabin wojskowy, trzy postawy, 300 m                            | 491 pkt.                                       |         |
| Reims 1924                     | Karabin wojskowy klęcząc, 300 m                                  | 171 pkt.                                       |         |
| Reims 1924                     | Karabin dowolny, trzy postawy, 300 m, drużynowo                  | 5184 pkt. (druż.)                              |         |
| St. Gallen 1925                | Karabin wojskowy, trzy postawy, 300 m                            | 497 pkt.                                       |         |
| St. Gallen 1925                | Karabin wojskowy leżąc, 300 m                                    | 176 pkt.                                       |         |
| St. Gallen 1925                | Karabin dowolny, trzy postawy, 300 m                             | 1105 pkt. (384–375–346)                        |         |
| St. Gallen 1925                | Karabin dowolny, trzy postawy, 300 m, drużynowo                  | 5386 pkt. (druż.) 1105 pkt. ind. (384–375–346) |         |
| St. Gallen 1925                | Karabin dowolny leżąc, 300 m                                     | 384 pkt.                                       |         |
| St. Gallen 1925                | Karabin dowolny klęcząc, 300 m                                   | 375 pkt.                                       |         |
| St. Gallen 1925                | Karabin dowolny stojąc, 300 m                                    | 346 pkt.                                       |         |
| Rzym 1927                      | Karabin dowolny, trzy postawy, 300 m, drużynowo                  | 5379 pkt. (druż.) 1076 pkt. ind. (384–369–323) |         |
| Rzym 1927                      | Karabin dowolny klęcząc, 300 m                                   | 369 pkt.                                       |         |
| Loosduinen 1928                | Karabin wojskowy, trzy postawy, 300 m                            | 505 pkt. (173–171–161)                         |         |
| Loosduinen 1928                | Karabin wojskowy klęcząc, 300 m                                  | 171 pkt.                                       |         |
| Loosduinen 1928                | Karabin wojskowy stojąc, 300 m                                   | 161 pkt.                                       |         |
| Loosduinen 1928                | Karabin dowolny, trzy postawy, 300 m, drużynowo                  | 5391 pkt. (druż.) 1062 pkt. ind. (374–356–332) |         |
| Sztokholm 1929                 | Karabin dowolny, trzy postawy, 300 m, drużynowo                  | 5442 pkt. (druż.)                              |         |
| Sztokholm 1929                 | Karabin małokalibrowy stojąc, 50 m, drużynowo                    | 1821 pkt. (druż.) 364 pkt. (ind.)              |         |
| Lwów 1931                      | Karabin małokalibrowy stojąc, 50 m, drużynowo                    | 5482 pkt. (druż.)                              |         |
| Karabin dowolny klęcząc, 300 m | 376 pkt.                                                         |                                                |         |
| Lucerna 1939                   | Karabin wojskowy, trzy postawy, 300 m (3x20 strzałów)            | 526 pkt.                                       |         |
| Lucerna 1939                   | Karabin wojskowy, trzy postawy, 300 m (3x20 strzałów), drużynowo | 2607 pkt. (druż.) 526 pkt. (ind.)              |         |